# Al-Sadd SC (rukomet)
Al-Sadd SC (arapski: فريق السد لكرة اليد) katarska je rukometna momčad iz Dohe. S pet naslova Azijske Lige prvaka smatra se najuspješnijim azijskim rukometnim klubom.

## Povijest
Rukometno odijeljenje športskog društva Al-Saad SC osnovano je 1969. godine. Od samoga osnutka vladaju katarskim rukometom, te su ukupno osvojili devet prvenstava, osam Kupova katarskog emira i sedam Kupova katarskog kraljevića. Godine 2002. osvojili su i trostruku krunu, pobijedviši u sva tri nacionalna natjecanja, čime su ušli i u rukometnu povijest.
Osim pet azijskih Liga prvaka (od čega četiri osvojene zaredom), osvojili su i Svjetsko klupsko prvenstvo u rukometu (tzv. IHF Super Globe) 2002. kao domaćini natjecanja. Domaćini istoga natjecanja bili su i od 2010. do 2017., te su u tom razdoblju bili dvaput drugoplasirani (2010. i 2014.) jednom trećeplasirani (2012.) i jednom četvrtoplasirani (2016.)

## Postignuća
- Katarska rukometna liga
  - Prvaci (9): 1986., 1988., 1989., 1994., 1997., 2001., 2002., 2009., 2010.

- Kup katarskog emira
  - Osvajači (8): 1997., 1999., 2002., 2004., 2005., 2006., 2007., 2013.

- Kup katarskog kraljevića
  - Osvajači (7): 2002., 2003., 2004., 2005., 2006., 2009., 2010.

- Azijska Liga prvaka
  - Prvaci (5): 2000., 2001., 2002., 2003., 2005.

- Svjetsko klupsko prvenstvo
  - Prvaci (1): 2002.
  - Drugoplasirani (2): 2010., 2014.
  - Trećeplasirani (1): 2012.

## Poznati igrači
- Abdelkrim Bendjemil
- Benjamin Čičkušić
- Mirko Alilović
- Ivano Balić
- Petar Metličić
- Renato Sulić
- Mario Tomić
- Andrej Klimovec
- Kiril Lazarov

## Vanjske poveznice
- Službene stranice športskog društva Al-Saad SC  Arhivirana inačica izvorne stranice od 15. rujna 2018. (Wayback Machine) (engl.)